# Simson (empresa)
Simson fou una empresa alemanya que al llarg de la seva història va fabricar armes de foc, automòbils, bicicletes i motocicletes. Fundada el 1856 a Suhl (Turíngia) pels germans jueus Löb i Moses Simson, durant el Tercer Reich les autoritats nazis van expropiar l'empresa i la van rebatejar diverses vegades. Els canvis de raó social i de marca van continuar durant l'etapa històrica posterior, en què Suhl va quedar enquadrada dins l'antiga República Democràtica Alemanya (RDA). A partir de 1955, el nom Simson es va reintroduir com a marca per a les motocicletes que fabricava l'empresa, les quals van estar en producció fins al 2002.

## Història

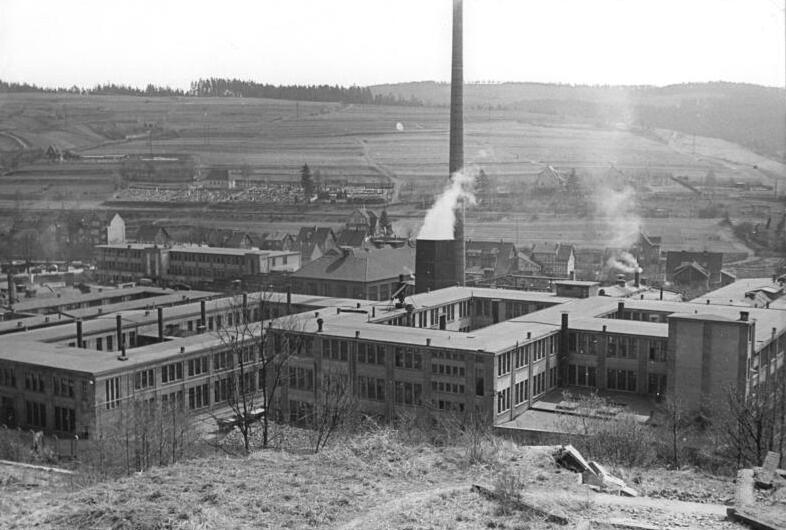
La fàbrica Simson de Suhl el 1959

L'empresa va començar sota el nom de Simson & Co tot fabricant armes de tall i de foc per a l'exèrcit prussià. El 1896 va produir les seves primeres bicicletes i, a partir de 1907, automòbils. De 1924 a 1934, Simson va fabricar el prestigiós Simson Supra, tant en versió berlina com esportiva. Durant la Gran Depressió, les vendes de l'empresa van caure en picat i es van produir acomiadaments massius: a finals de 1932, Simson havia perdut dos terços de la seva plantilla.
Els germans Simson, procedents d'una família jueva, van abandonar el país després de l'arribada al poder d'Adolf Hitler. Sota el control del nou consell d'administració, la companyia es fusionà amb altres empreses per a formar la Berlin Suhler Waffen-und-Fahrzeugwerke (BSW), que se centrà especialment en la producció de motocicletes. El primer model de moto de l'empresa, llançat poc després, va ser la BSW 98. Durant la Segona Guerra Mundial, la nova BSW es va convertir en un centre important per a la producció d'armes de guerra. A partir de 1939 l'empresa va passar a anomenar-se Gustloff-Werke - Waffenwerk Suhl. Aleshores, la seva plantilla superava els 6.000 empleats. La fàbrica contribuí a la producció de la metralladora MG 42.
Cedida a la Unió Soviètica al final de la guerra, l'empresa es va ajuntar amb l'Awtowelo, un conglomerat de fabricants de l'Alemanya oriental ocupada pels soviètics, i va reprendre la fabricació de motocicletes i bicicletes. Posteriorment va ser retornada a la nova RDA i l'1 de maig de 1952 es va convertir en Volkseigener Betrieb. Rebatejada VEB Fahrzeug-und-Gerätewerk Simson Suhl, l'empresa va abandonar progressivament la producció d'armes i bicicletes. L'u de gener de 1968, Simson es va fusionar amb la VEB Ernst-Thälmann-Werk Suhl per formar la nova VEB Fahrzeug- und Jagdwaffenwerk Ernst Thälmann Suhl. El 1970, l'empresa es va fusionar amb la MZ de Zschopau i la MIFA de Sangerhausen per formar el conglomerat IFA-Kombinat Zweiradfahrzeuge.
Després de la reunificació alemanya, l'empresa es va liquidar. Poc després, el novembre de 1991, els antics directors generals i treballadors es van unir per a fundar la Suhler Fahrzeugwerke GmbH i un any més tard, la producció es va reprendre sota la marca Simson. L'estiu de 2000, Klaus Bänsch es va fer càrrec de l'empresa i la va rebatejar com a Simson Motorrad GmbH & Co. KG. Finalment, Simson va cessar la producció el febrer de 2003.

### Cronologia
Els canvis de propietat, denominació i marca comercial van ser constants durant la història de Simson. Aquest n'és el resum:

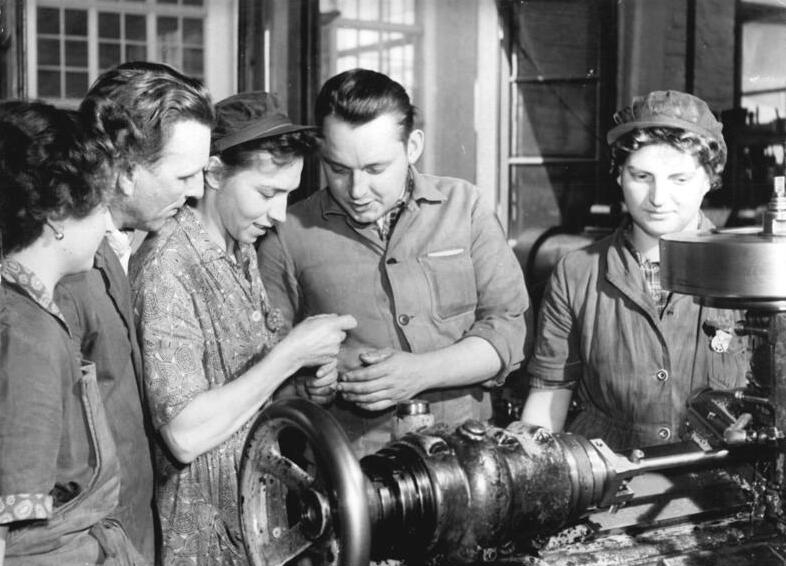
Treballadors de la Brigada Socialista "Clara Zetkin" a la VEB Fahrzeug und Gerätewerk Simson el 1960

| Període   | Raó social                                                                         | Propietaris                | Marca comercial |
| --------- | ---------------------------------------------------------------------------------- | -------------------------- | --------------- |
| 1856-1933 | Simson & Co                                                                        | Família Simson             | Simson          |
| 1933-1934 | Waffen- und Fahrzeugwerke GmbH                                                     | Família Simson             | Simson          |
| 1934-1935 | Berlin-Suhler Waffen- und Fahrzeugwerke Simson & Co                                | Família Simson             | BSW             |
| 1935-1936 | Berlin-Suhler Waffen- und Fahrzeugwerke                                            | Fritz Sauckel              | BSW             |
| 1936-1946 | Gustloff-Werke Waffenwerk Suhl                                                     | Wilhelm-Gustloff-Stiftung  | Gustloff        |
| 1946-1947 | Fahrradfabrik der sowjetischen Aktiengesellschaft für Spezialmaschinenbau Awtowelo | Awtowelo                   | AWO             |
| 1947-1952 | Staatliche Aktiengesellschaft Awtowelo Werk vorm. Simson & Co; Suhl (Thür.)        | Empresa pública (RDA)      | AWO             |
| 1952-1968 | VEB Fahrzeug und Gerätewerk Simson, Suhl                                           | Empresa pública (RDA)      | Simson          |
| 1968-1989 | VEB Fahrzeug- und Jagdwaffenwerk Ernst Thälmann                                    | Empresa pública (RDA)      | Simson          |
| 1990-1991 | VEB Fahrzeug- und Jagdwaffenwerk Ernst Thälmann                                    | Treuhandanstalt            | Simson          |
| 1991-1997 | Suhler Fahrzeugwerk GmbH                                                           |                            | Simson          |
| 1997-2000 | Simson Zweirad GmbH                                                                |                            | Simson          |
| 2000-2002 | Simson Motorrad GmbH & Co. KG                                                      | Klaus Bänsch (Kontec GmbH) | Simson          |

1. ↑  Després de la creació de la VEB el 1952, les motocicletes de l'empresa mantingueren encara un temps la marca AWO

## Motocicletes

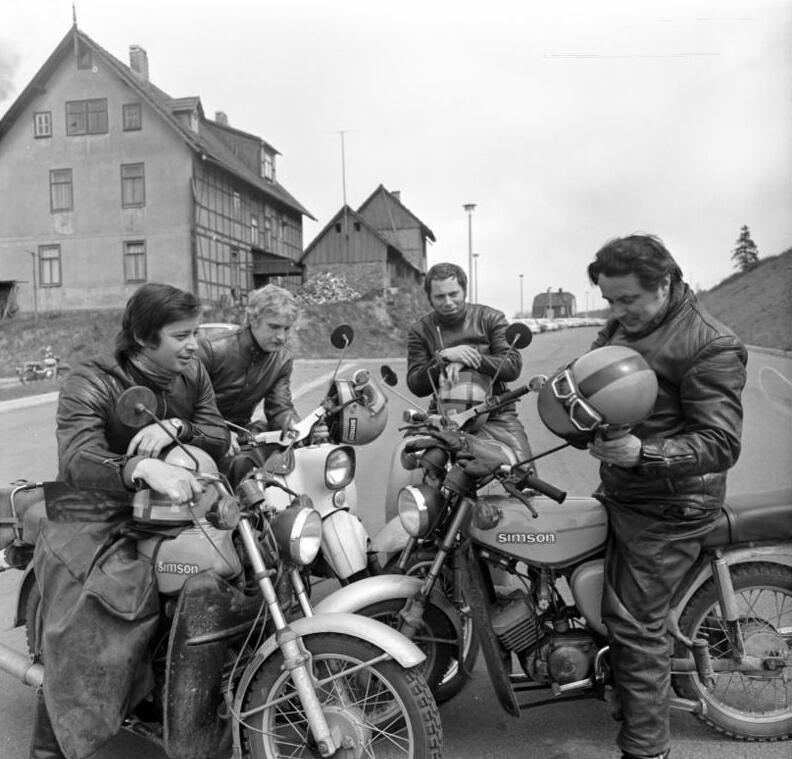
Provadors de fàbrica de Simson amb ciclomotors S 50 i KR 51/2 prop de Suhl el 1978

Tot i que Simson va fabricar una gran varietat de productes durant la seva història, la marca és especialment coneguda per les seves motocicletes. Entre el 1949 i el 1962 la fàbrica de Suhl va produir més de 209.000 motocicletes de quatre temps. S'anomenaven 425, nom que venia del fet que tenien un motor de quatre temps i 250 cc de cilindrada. El motor de la 425 era del tipus monocilíndric OHV amb canvi de 4 velocitats i transmissió per eix, semblant a la cardànica. El xassís era tubular de doble bressol. Les 425 es varen produir sota la marca 'AWO' (abreviatura d'Awtowelo, a la vegada una abreviatura del terme rus Awto-Welosiped, "velocípede autopropulsat") de 1949 a 1955, en què el nom Simson es va recuperar. Algunes versions duien sidecars de la marca Stoye, i també se'ls hi podia incorporar un remolc porta-equipatge Stoye Campi. La 425 va gaudir de bona reputació als països de l'Europa de l'Est durant anys.
El 1955, l'any en què es recuperà la marca Simson, la fàbrica va començar a produir també ciclomotors de dos temps. El primer model d'aquest tipus va ser l'SR 1, amb un motor de 48 cc que lliurava 1,52 CV. Van seguir-lo l'SR 2 el 1957 i l'SR 2E el 1959. El 1958, Simson va llançar el KR 50, amb protectors frontals de cames i la roda posterior coberta, com als escúters, però amb rodes de 16 polzades com les d'una petita motocicleta. El KR 50 duia un motor de 48 cc com la gamma SR, però amb una major ràtio de compressió que n'incrementava la potència fins als 2,13 CV.
Quan es va aturar la producció de motocicletes de quatre temps, Simson es va centrar en la fabricació de ciclomotors. El 1963 es va apujar la ràtio de compressió del KR 50 a 8.5:1, cosa que augmentava la potència del motor fins als 2,33 CV. Al 1964, aquest model fou substituït pel KR 51 Schwalbe ("oreneta"), amb una versió revisada del motor KR 50 original de 38 x 42 mm, de carrera llarga, deixant-lo en unes dimensions quasi quadrades de 39,5 x 40 mm i una cilindrada, doncs, de 50 cc. La compressió es va tornar a apujar fins a 9.5:1, amb un augment de potència de quasi el 50%, ja que quedava en 3,45 CV. La producció de ciclomotors a Suhl va anar creixent progressivament; se'n venien fins a 200.000 per any. El 1965, la factoria donava feina a 4.000 treballadors.
Durant la dècada del 1970, Simson va seguir llançant al mercat nous models de ciclomotor, com ara els S50 i S51. La tendència es va mantenir durant la dècada següent, amb ciclomotors i escúters de petita cilindrada (SR50, SR80). Arribats a 1990, després de la reunificació hi va haver diversos intents de modernitzar la fàbrica. Es van actualitzar alguns ciclomotors d'èxit de la gamma SR, S53 i S83 i se'n van introduir versions de fora d'asfalt, anomenades Beta, mentre que les de carretera es batejaven com a Alpha. El 1998 va aparèixer la Shikra de 125 cc, anomenada més tard simplement Simson 125.
Al tombant del segle xxi, Simson va entrar en greus problemes financers, fins que la producció es va interrompre a la tardor del 2002. L'u de febrer de 2003 es va iniciar un procés de tancament per fallida al final del qual, els 90 treballadors que quedaven a Simson van ser acomiadats sense cap mena d'indemnització.

### Galeria de models

Motocicletes AWO / Simson 4T
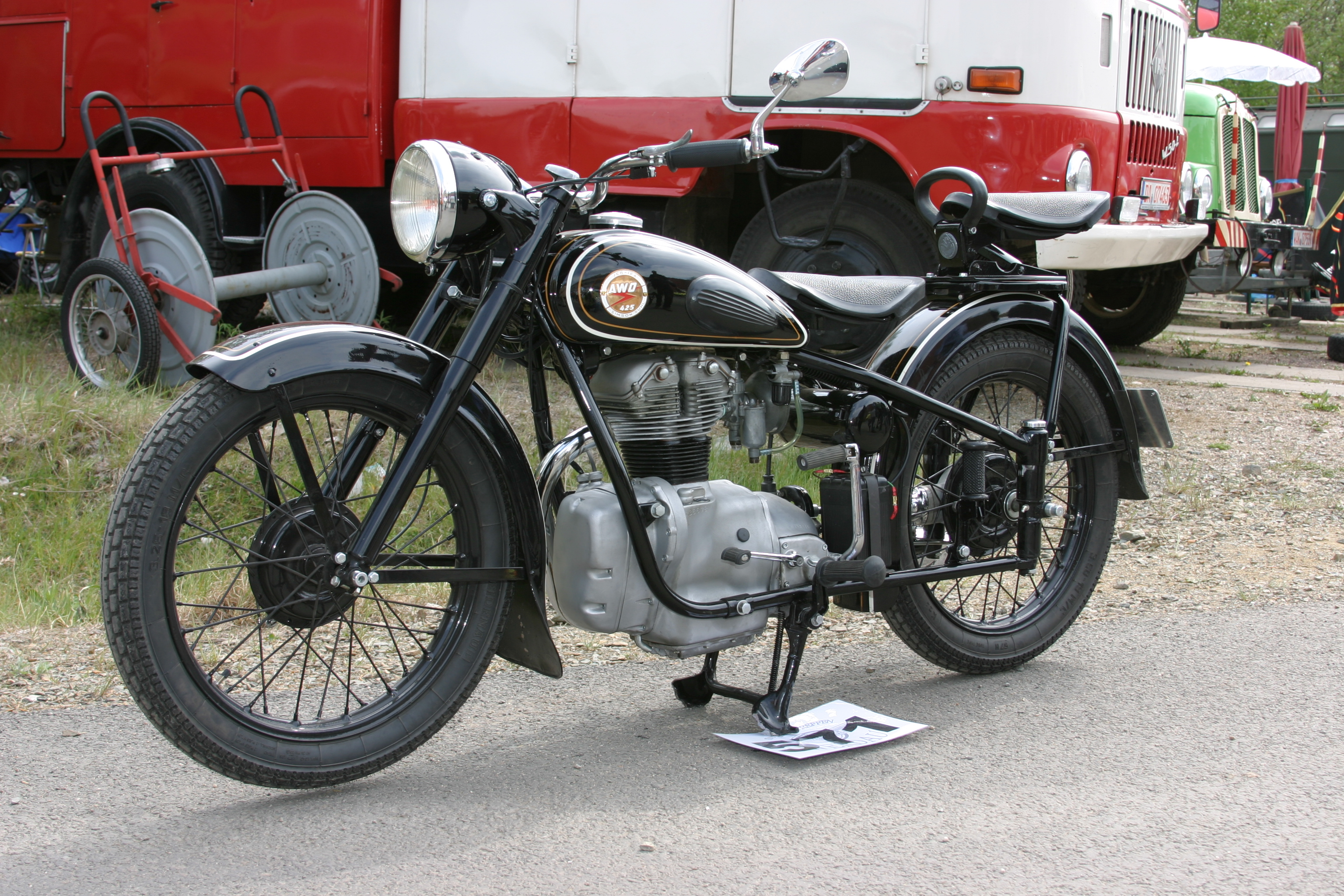
AWO 425
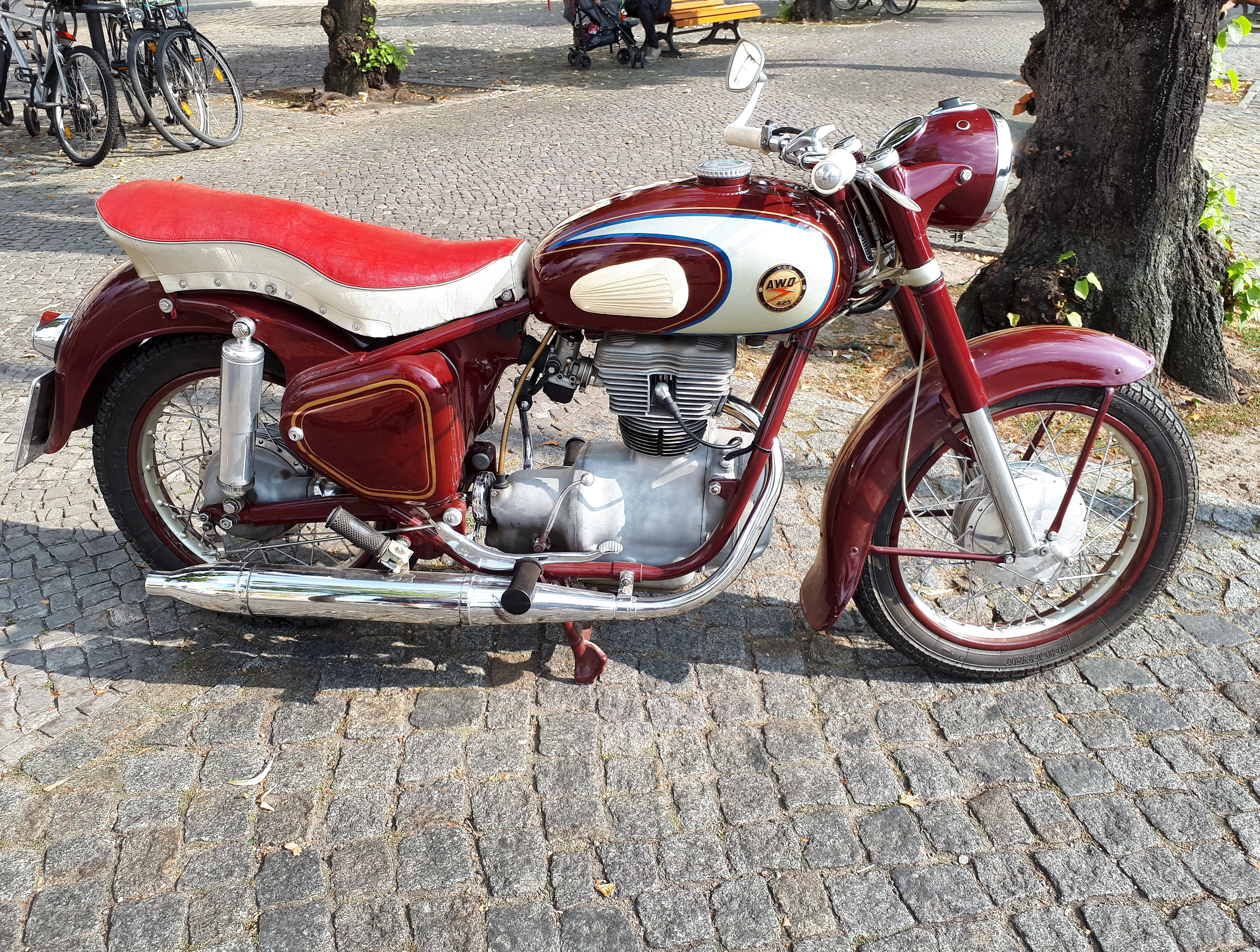
AWO 425 Sport
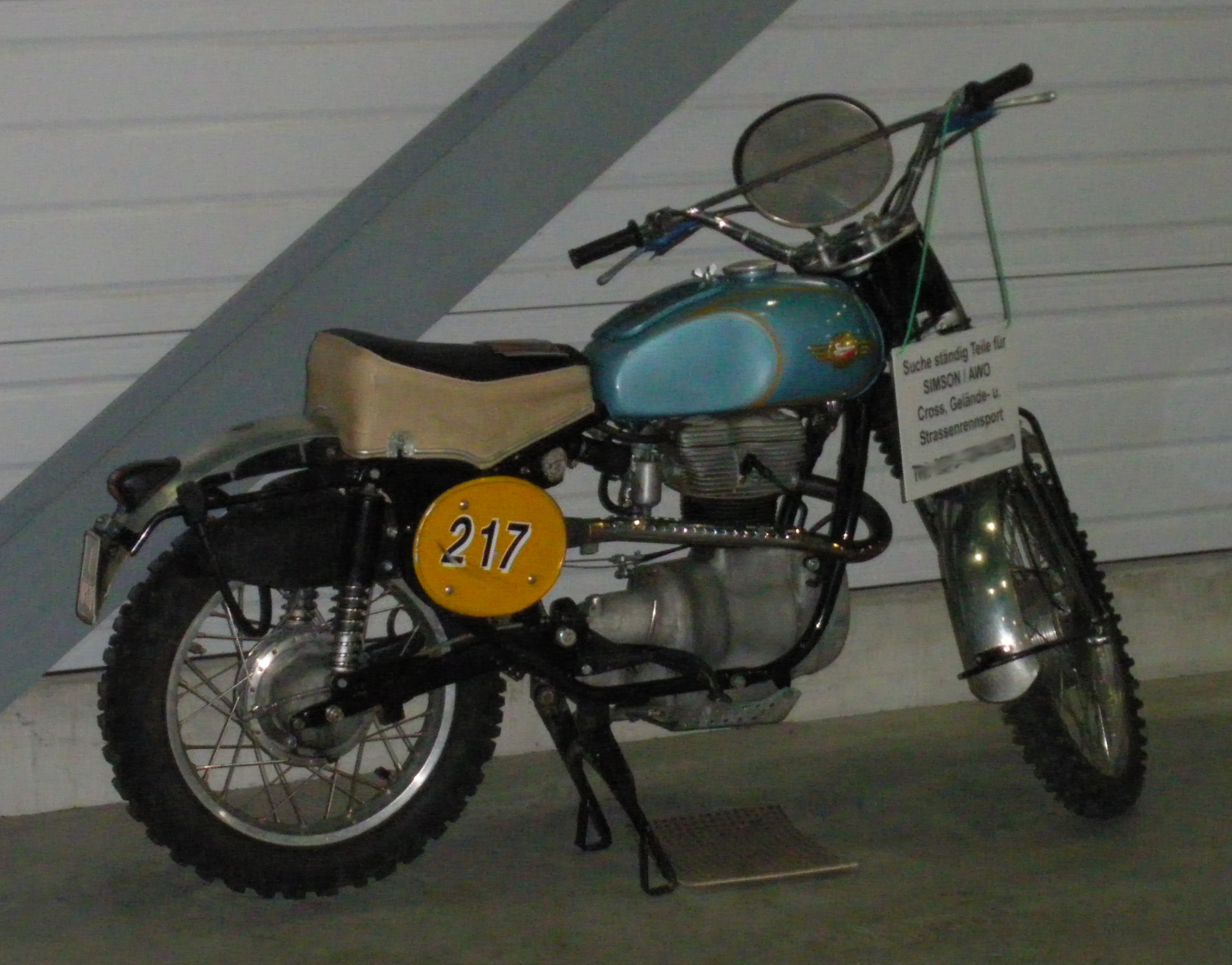
AWO GS 350 d'enduro (1960)
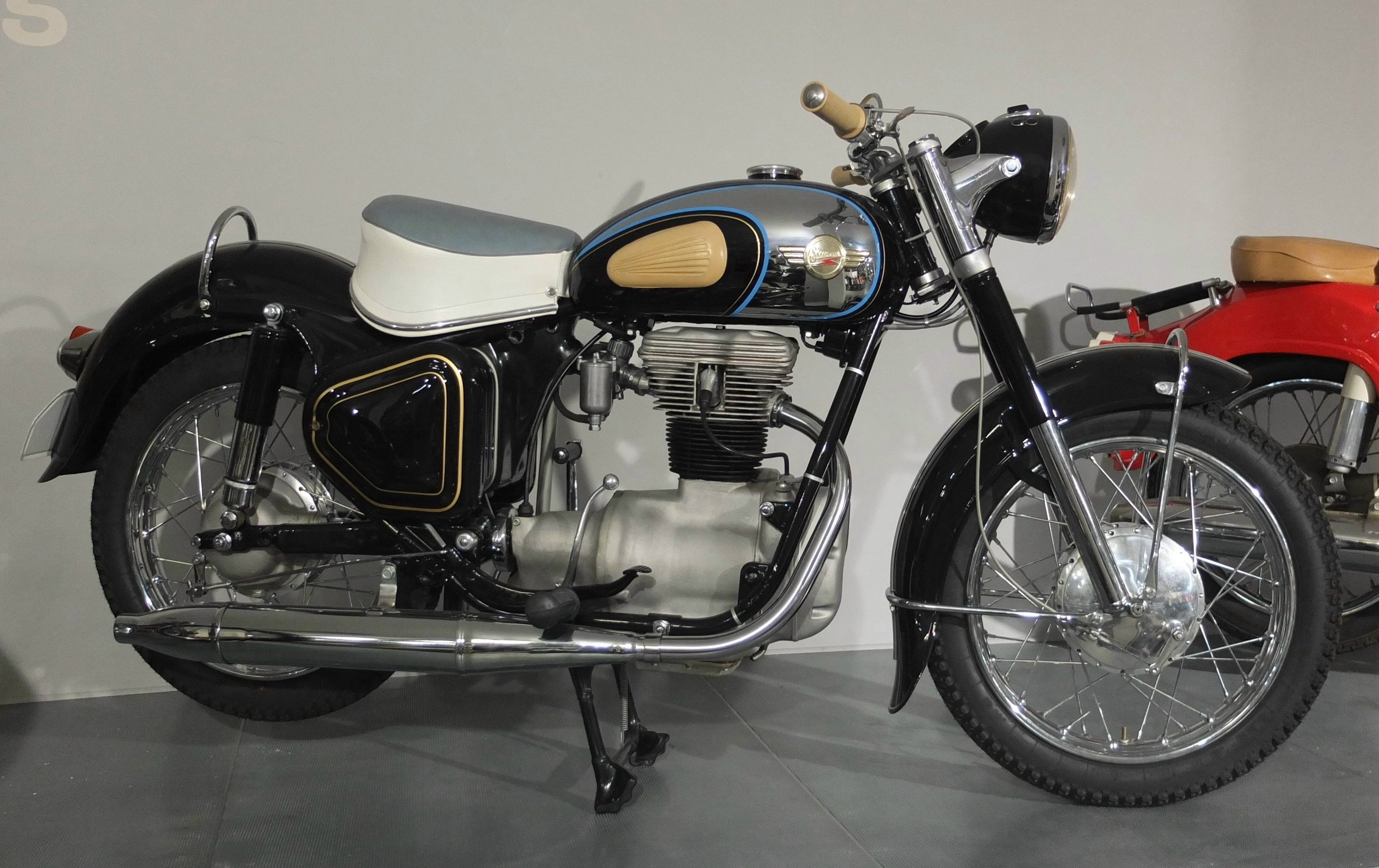
Simson Eskorte (1957)
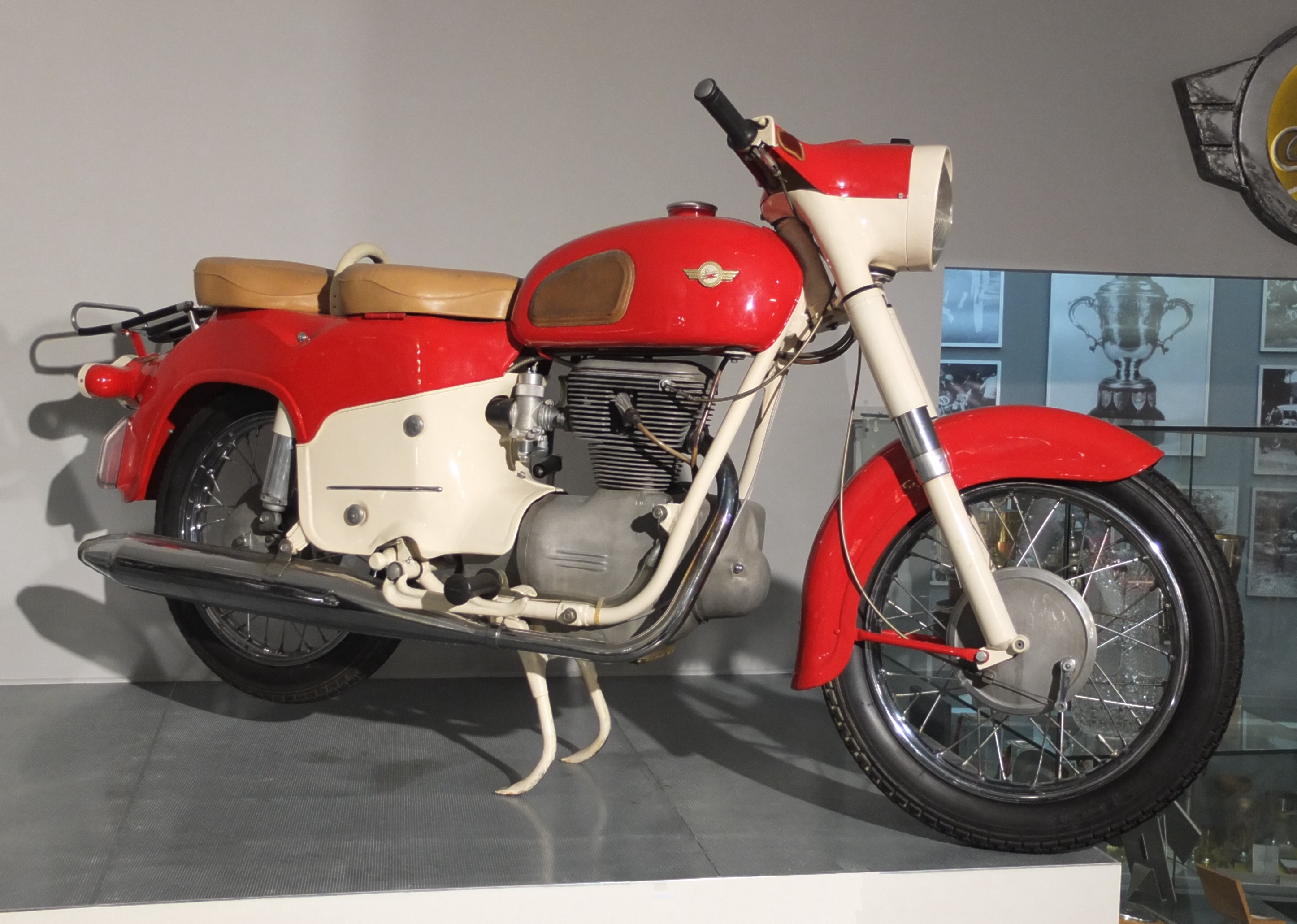
Simson S350 (1960)

Motocicletes Simson 2T
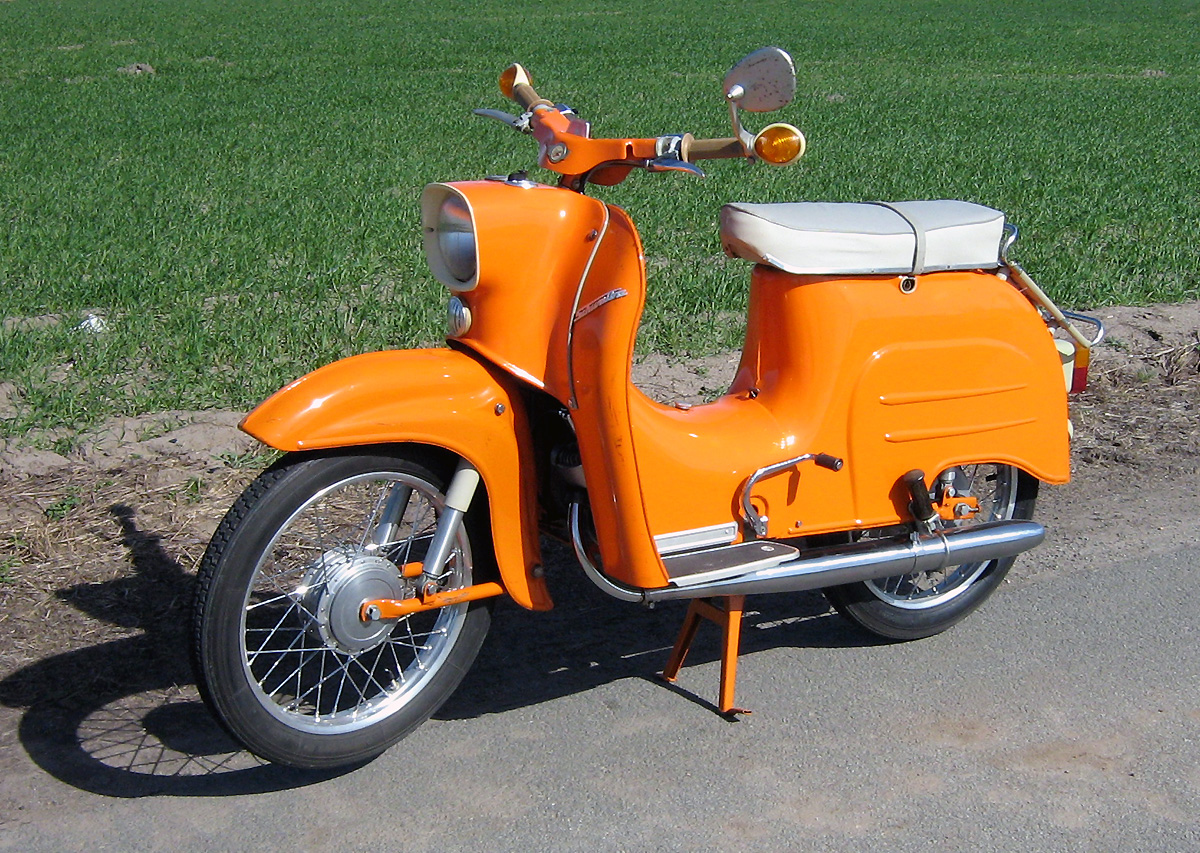
Simson KR 51 H Schwalbe (1964)
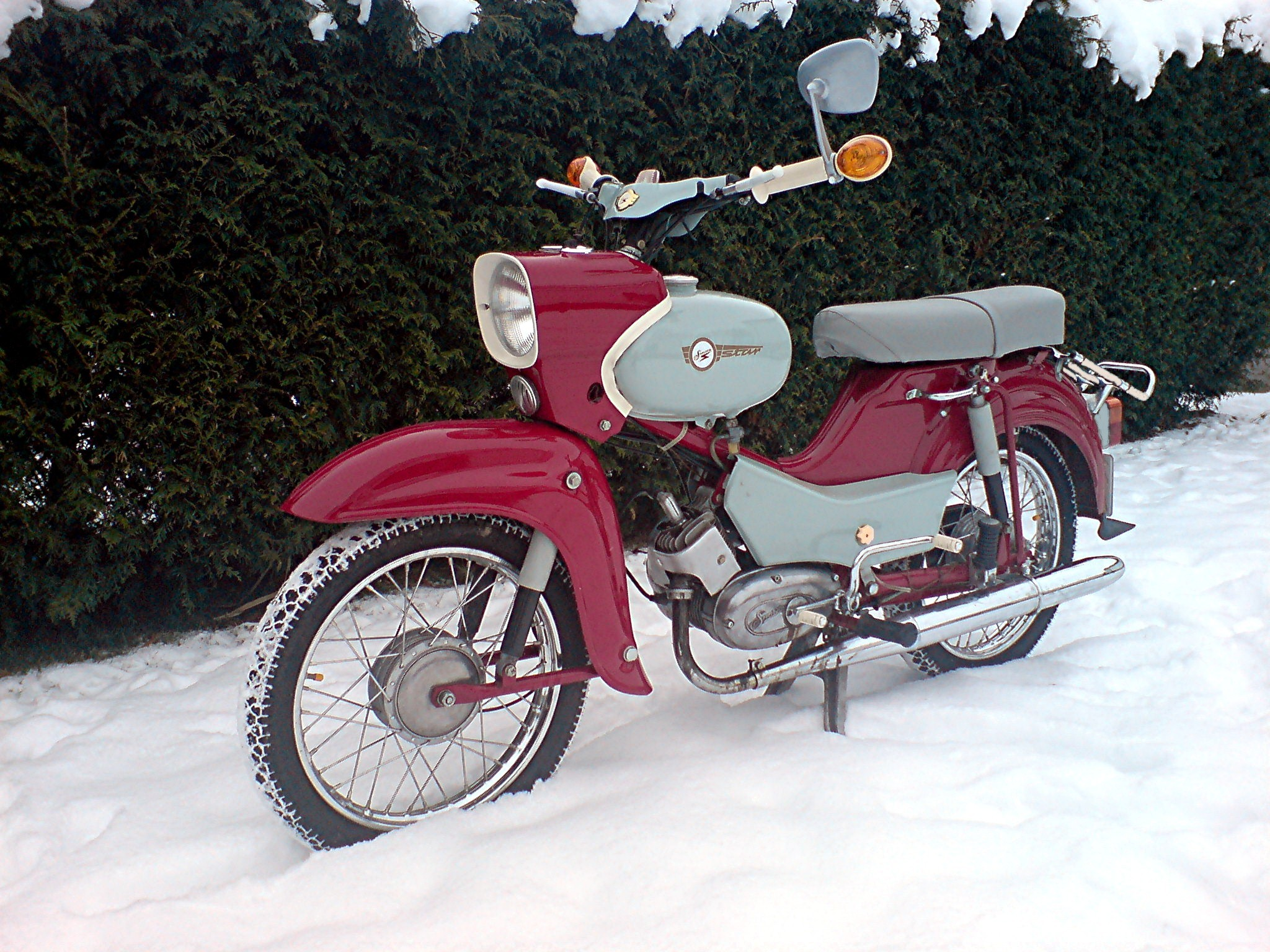
Simson SR 4-2 Star (1964-1975)
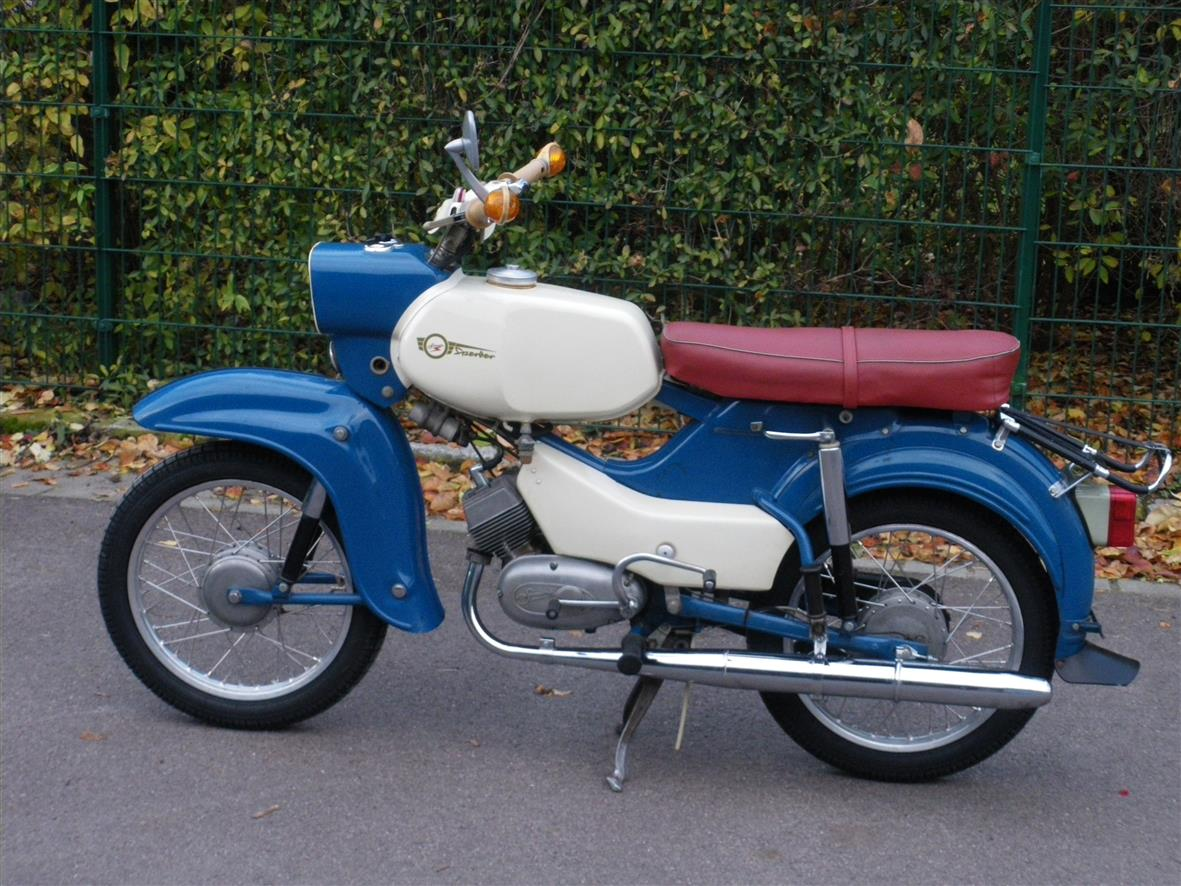
Simson SR 4-3 Sperber (ca. 1966)
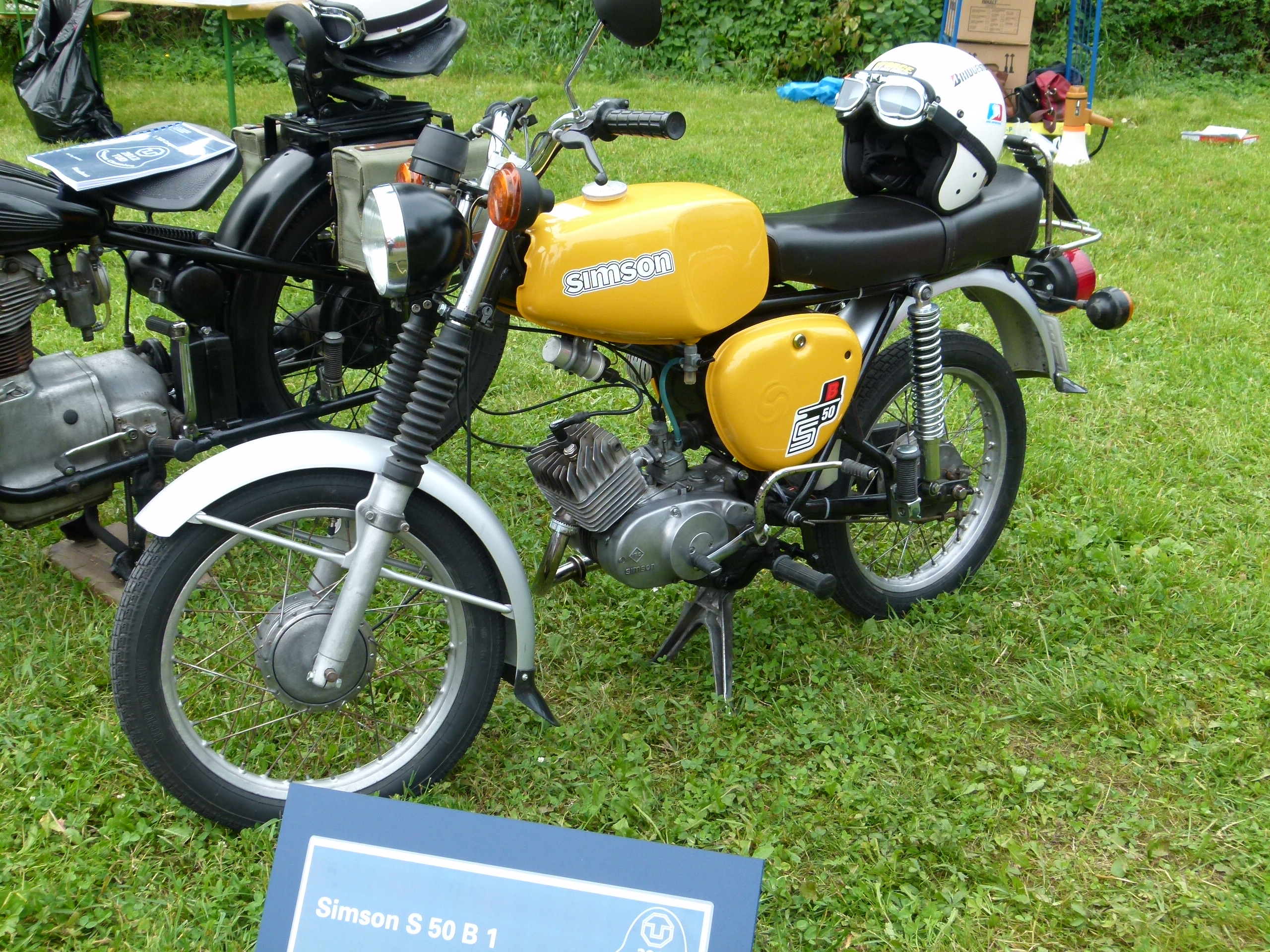
Simson S50 B (1977)
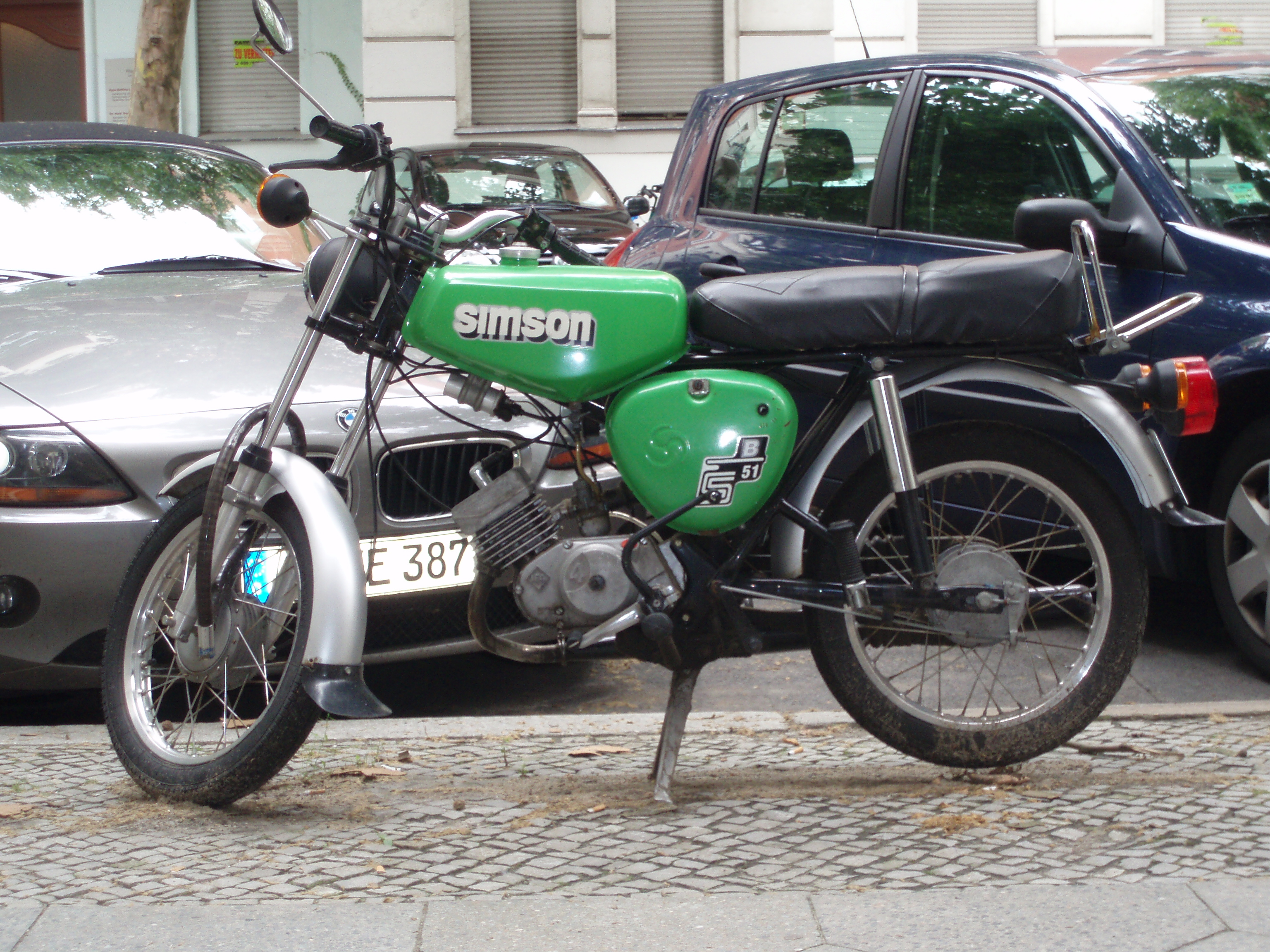
Simson S 51 (1980-1990)

### Competició

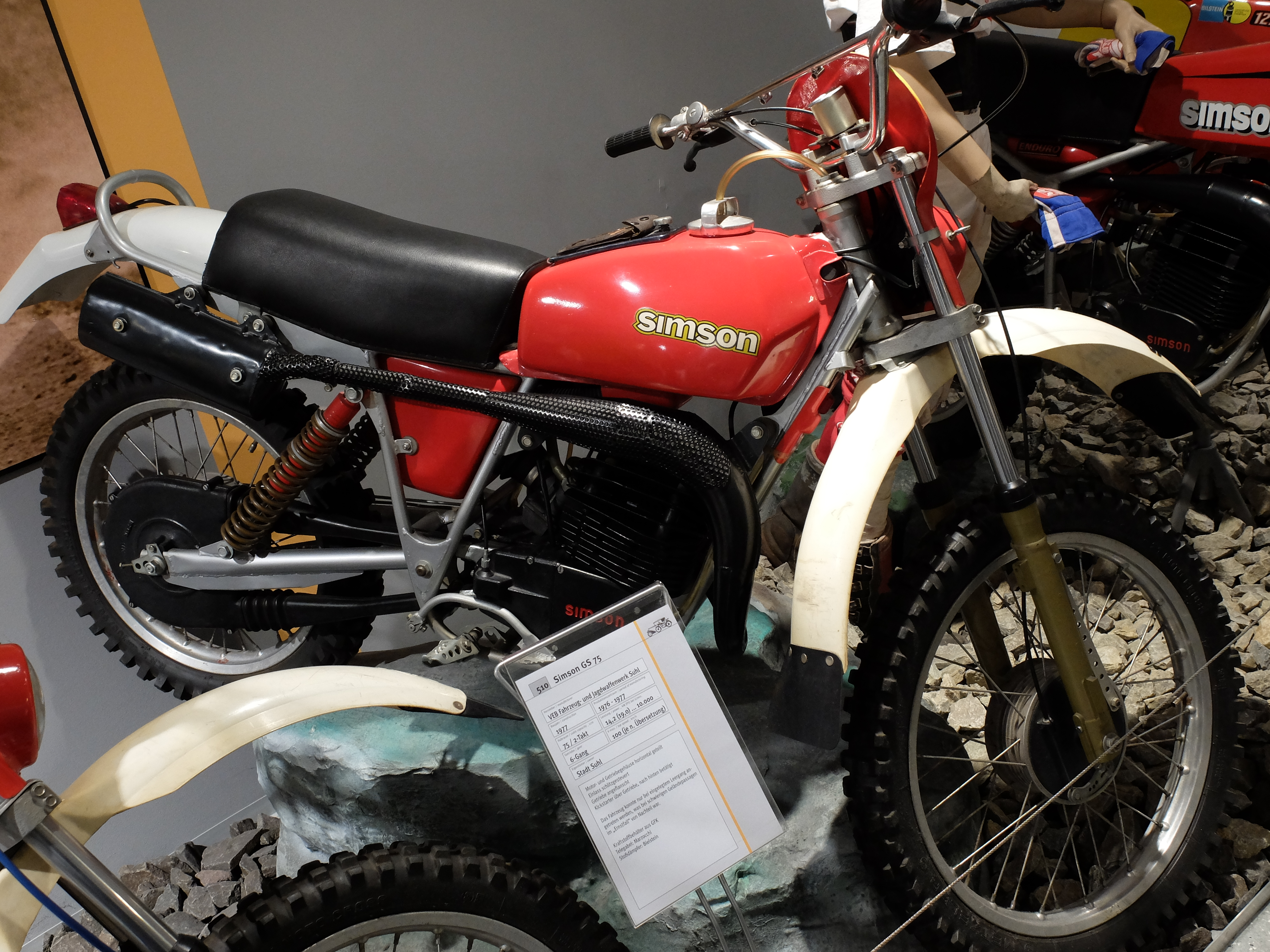
Una Simson GS 75 d'enduro (1977)

Mentre que l'altre fabricant de motocicletes de l'Alemanya Oriental, MZ, obtenia nombroses victòries internacionals en curses de velocitat durant la dècada del 1950, les victòries de Simson es limitaven a competcions domèstiques. Simson va guanyar el campionat de la RDA (DDR-Meisterschaft) del 1953 al 1955 consecutivament, però el 1958 l'Allgemeiner Deutscher Motorsport Verband (ADMV, "Federació General Alemanya dels Esports de Motor") decidí vetar la participació dels pilots oficials de fàbrica al campionat estatal durant la temporada del 1959. Simson es va retirar aleshores de les competicions de velocitat.
El 1957 es va llançar una versió Geländesport (nom que rep l'enduro en alemany) del model 425 S (de "Sport") amb suspensió posterior, el Simson 425 GS. Aquest model va estar en producció fins al 1959, tot i que només se'n frabricaren al voltant de 80 unitats. Simson va desenvolupar més tard una versió del seu monocilíndric apujat als 350 cc per a competicions d'enduro i motocròs. Aquest motor GS augmentat funcionava tan bé que Simson decidí de fabricar-lo en majors quantitats per a motos de competició destinades a pilots privats.
Durant els seus primers anys en actiu, la GS va patir nombroses derrotes en competició, però Simson millorava sistemàticament la fiabilitat de les seves motos de competició oficials. Al moment en què la producció de motocicletes de quatre temps Simson fou cancel·lada, a finals de 1961, l'equip de fàbrica de la marca havia guanyat competicions tant a la RDA com a fora i, gràcies a la seva competitivitat i fiabilitat, la GS va ser emprada diverses vegades per la selecció estatal de la RDA per als ISDE.
Més tard, Simson va produir també models de dos temps d'enduro en diverses cilindrades, tot i que els més reeixits en competició van ser sempre els de petita cilindrada, fins als 125 cc. Entre els anys 1971 i 1990, pilots com ara Dieter Salevsky, Ewald Schneidewind, Steffen Mauersberger, Stanislav Olszewski, Rolf Hübler i Thomas Bieberbach van guanyar diversos campionats d'Europa i del món d'enduro en les cilindrades dels 75, 80, 100 i 125 cc. A l'edició de 1964 dels ISDE, celebrada a Erfurt, un equip d'aquest país equipat únicament amb motocicletes Simson va guanyar el Vas de Plata. La marca va col·laborar també en les victòries dels anys 1982, 1984 i 1987, si bé els equips que ho varen fer estaven formats per pilots de Simson i MZ. El 1987, a més, la RDA va guanyar també el Trofeu amb un equip en què hi havia dos pilots de la marca de Suhl.